# Roi de folie
 (septembre 2022).
Si vous disposez d'ouvrages ou d'articles de référence ou si vous connaissez des sites web de qualité traitant du thème abordé ici, merci de compléter l'article en donnant les références utiles à sa vérifiabilité et en les liant à la section « Notes et références ».
Roi de folie (titre original : Camber of Culdi) est un roman de fantasy appartenant au cycle des Derynis de Katherine Kurtz. Il fut publié en anglais américain le 12 juin 1976 par Ballantine Books, et traduit en français par Guy Abadia. C'est le premier roman de la Trilogie des Rois. L'action se déroule entre septembre 903 et décembre 904.

## Résumé
Depuis près de quatre-vingt ans, la lignée derynie de Festil a pris le pouvoir à Gwynedd, dans les Onze Royaumes. Un des patients du jeune guérisseur Rhys Thuryn, meurt en lui révélant qu'il est en réalité le prince Aidan Augarin Haldane, l'héritier légitime du trône, et qu'il a petit-fils encore vivant, Cinhil, entré dans les ordres voilà vingt ans.
Rhys Thuryn prévient son ami Joram MacRorie, puis son père, le duc de Culdi et magicien de premier plan Camber. Il y a désormais un espoir de restaurer l'ancienne lignée royale, pour qu'enfin humains et derynis vivent en paix.

## Récompenses
Roi de folie fut nommé aux August Derleth Award (en) par les membres de la British Fantasy Society (en) en 1977, mais ne remporta pas le prix.